# Lambs Anger
Lambs Anger (en español: El enfado de los corderos) es el cuarto álbum de estudio de Mr. Oizo. Fue publicado en noviembre de 2008, bajo el sello de la discográfica Ed Banger Records. Esta grabación marcó un cambio en el estilo de Oizo.
La portada del álbum fue diseñada por el francés So Me, inspirándose en la escena emblemática de la película surrealista Un perro andaluz de Luis Buñuel, donde el ojo de Simone Mareuil es cortado transversalmente por una cuchilla de afeitar. En este caso, el personaje de la película fue reemplazada por el muñeco amarillo de "Flat Beat".

## Historia
Lambs Anger contiene varios elementos representativos de la música vanguardista de Oizo. También incluye estilos musicales como el electro y el french house, que no son oídos en sus álbumes previos, siendo notable ejemplo la canción "Steroids", donde incluye la voz de Uffie. El único sencillo del álbum es "Positif", lanzado tres días después de la publicación de Lambs Anger y fue remixado por un buen grupo de DJs, incluyendo Flying Lotus y D.I.M. Diferente a Analog Worms Attack y Moustache (Half a Scissor), el álbum está compuesto por varias canciones dance para un ambiente club.

## Composición
El álbum entero, por su construcción, tiene un ambiente "inconexo" y, a veces "incompleto", manteniendo el estilo entrecortado de los anteriores álbumes de Oizo, a veces con el aplastamiento, la deformación, la repetición, siendo algo complicado de escuchar. Todas las canciones da un resultado muy disparejo: el ritmo pesado de la introducción de "Hun", la voz femenina y monótona de "Pourriture 2", "Positif" y "Pourriture 7", y las sirenas de "Bruce Willis is Dead" proporcionan una atmósfera de miedo, mientras que para otras canciones tales como "Two Takes It" y "Gays Dentists" son más bailables, y otros como "Z", "W" o "Lars Von Sen" (nombre ficticio en referencia a los acoples) se aproximan más a la música experimental.

## Lista de canciones
1. "Hun" — 2:12
2. "Pourriture 2" — 2:09
3. "Z" — 4:11
4. "Cut Dick" — 2:51
5. "Two Takes It" (con Carmen Castro) — 2:21
6. "Rank" — 1:36
7. "Bruce Willis Is Dead" — 3:19
8. "Jo" — 2:16
9. "Positif" — 2:51
10. "Lambs Anger" — 1:13
11. "Erreur Jean" (con Error Smith) — 2:48
12. "Steroids" (con Uffie) — 2:39
13. "Gay Dentists" — 3:38
14. "Pourriture 7" — 3:24
15. "W" — 2:11
16. "Lars Von Sen" — 1:23
17. "Blind Concerto" — 3:20